# بیمه بیکاری
بیمه بیکاری جزو بیمه‌های مستمری مدت معین می‌باشد.

## معرفی
طبق قانون بیمه بیکاری، بیکار به کسی گفته می‌شود که بدون میل و اراده خود بیکار شده باشد ولی آماده به کار باشد. چنانچه فردی بدون میل و اراده خود بدون شغل گردد در صورت معرفی توسط واحدهای تعاون، کار و رفاه اجتماعی و احراز شرایط قانونی و البته با توجه به سوابق پرداخت حق بیمه می‌تواند از حمایت بیمه بیکاری برخوردار گردد، همچنین اگر فردی به علت مشکلات اقتصادی از کار اخراج شود، بیکار موقت شناخته می‌شود.
از مهم‌ترین بیمه‌های اجتماعی، بیمه بیکاری می‌باشد که در اکثر کشورهای پیشرفته جهان برقرار است و اولین طرح ملی بیمه بیکاری اجباری در کشور انگلستان در سال ۱۹۱۱ تصویب گردید و پس از آن در بسیاری از کشورهای اروپائی مورد عمل قرار گرفت.
در ایران
بیمه شدگانی که به علت حوادث غیر مترقبه مانند سیل، زلزله، جنگ، آتش‌سوزی بیکار شوند، می‌توانند از مقررات این قانون نیز استفاده نمایند. تشخیص بیکاری بیمه شده، برعهده کمیته ای متشکل از نمایندگان سازمان تأمین اجتماعی و اداره کار و امور اجتماعی محل اشتغال بیمه شده‌است.
در ایران بیمه شدگانی که به علت بروز حوادث غیر مترقبه مانند: سیل، جنگ، زلزله و آتش‌سوزی بیکار می‌شوند، نیاز به داشتن سابقه پرداخت حق بیمه برای مدت زمان خاص ندارند، حتی اگر در روز اول کار بر اثر این حوادث بیکار شوند.
در ایران در سال ۱۳۶۶ با رشد فزاینده پدیده بیکاری در کشور ناشی از تعطیلی واحدها، مشکلات اقتصادی ناشی از جنگ تحمیلی، رکود سرمایه‌گذاری در بخش خصوصی و حتی دولتی و به منظور حمایت از بیکاران مشمول قانون تأمین اجتماعی، قانون بیمه بیکاری به مدت ۳ سال به‌طور آزمایشی به تصویب رسید.
لایحه فوق در سال ۱۳۶۹ با اصلاحاتی به تصویب رسید و به‌طور دائم به اجرا گذاشته شد.